# Thomas John Paprocki

Wappen von Thomas Joseph Paprocki

Thomas John Joseph Paprocki (* 5. August 1952 in Chicago, Illinois) ist ein US-amerikanischer Geistlicher und römisch-katholischer Bischof von Springfield in Illinois.

## Leben
Der Erzbischof von Chicago, John Patrick Kardinal Cody, spendete ihm am 10. Mai 1978 das Sakrament der Priesterweihe.
Papst Johannes Paul II. ernannte ihn am 24. Januar 2003 zum Titularbischof von Vulturaria und zum Weihbischof in Chicago. Die Bischofsweihe spendete ihm der Erzbischof von Chicago, Francis Eugene Kardinal George OMI, am 19. März desselben Jahres; Mitkonsekratoren waren Ricardo Manuel Watty Urquidi MSpS, Bischof von Nuevo Laredo, und Raymond Emil Goedert, Weihbischof in Chicago.
Am 20. April 2010 ernannte ihn Papst Benedikt XVI. zum Bischof von Springfield in Illinois. Die Amtseinführung fand am 22. Juni desselben Jahres statt.